# 新長林駅
新長林駅（シンジャンニムえき）は、大韓民国釜山広域市沙下区にある釜山交通公社1号線の駅。駅番号は098。「ハナ病院」を副駅名としている。

## 駅構造
相対式ホーム2面2線を備えた地下駅。フルスクリーン型のホームドアが設置されている。改札内で双方のホームを行き来することはできない。出口は4箇所に設けられている。

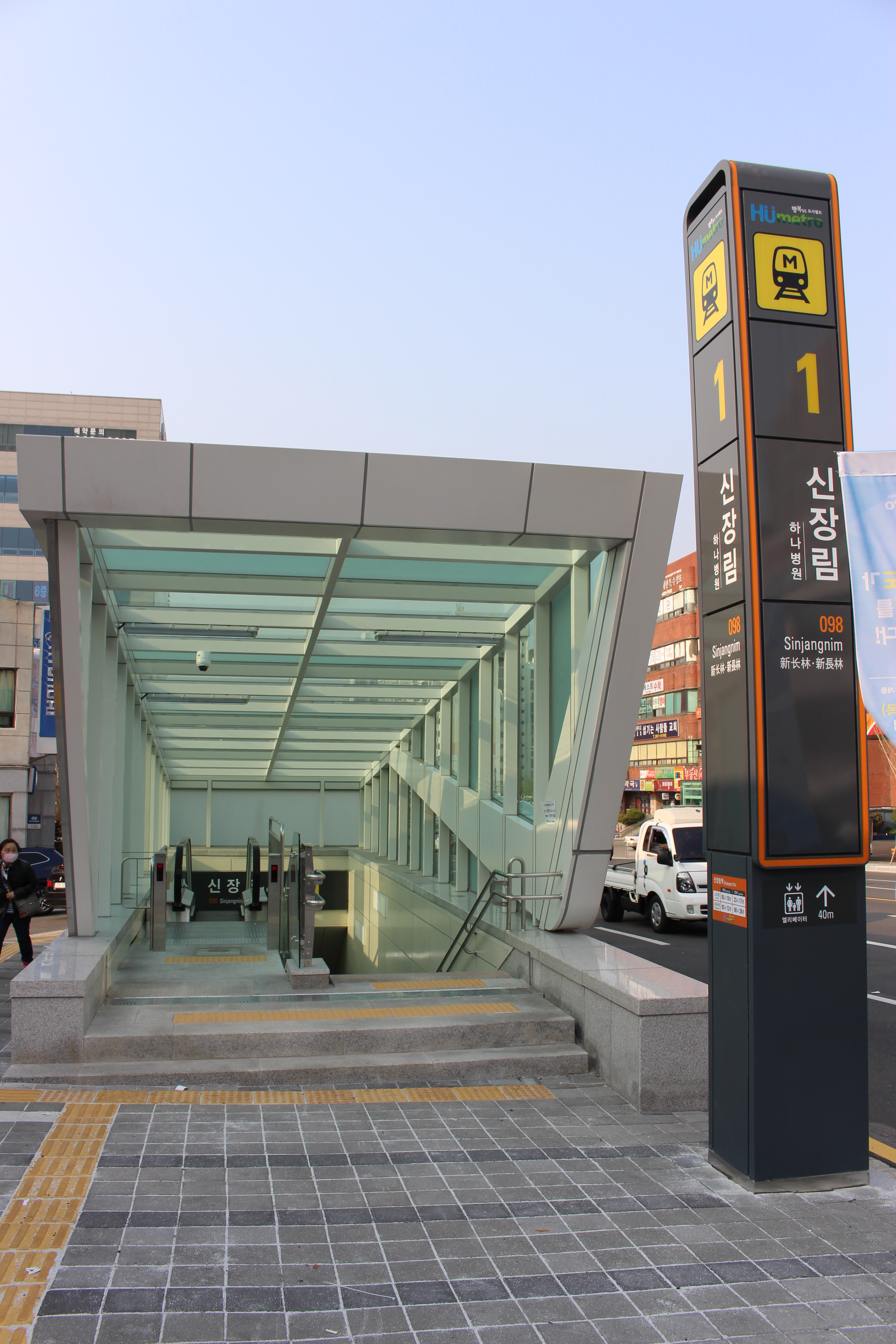
1番出入口（2017年4月）
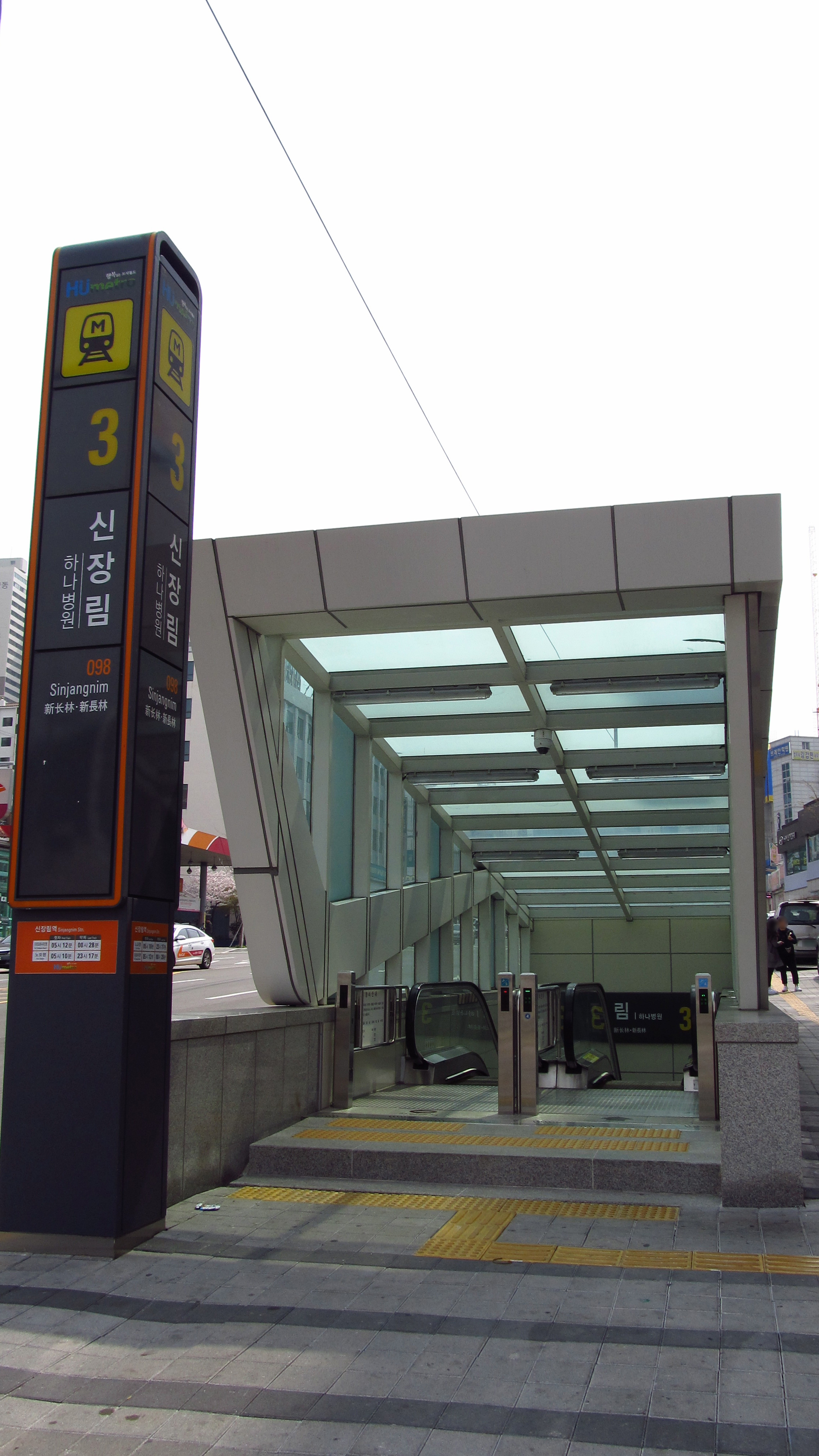
3番出入口（2018年4月）
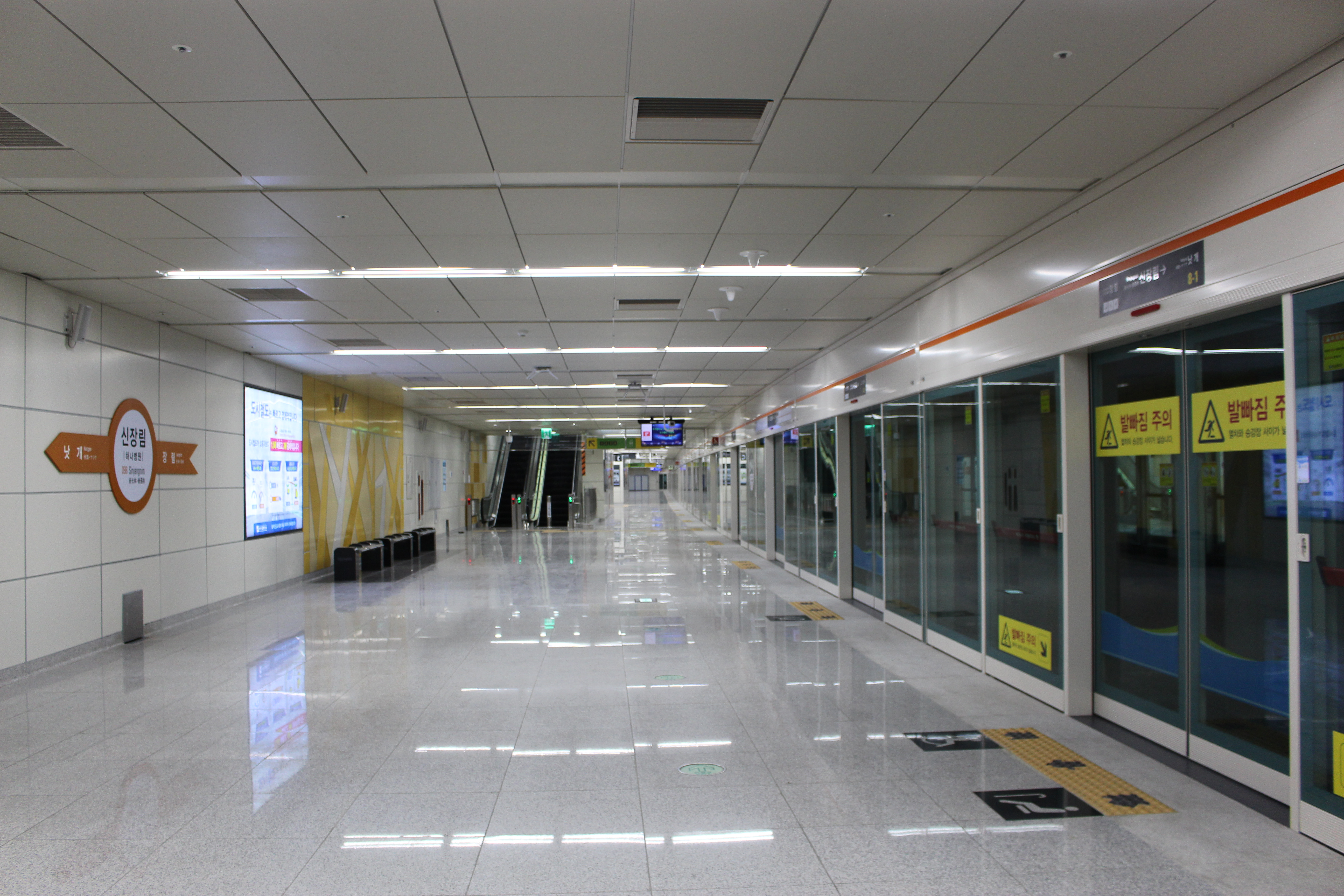
上りホーム（2017年4月）
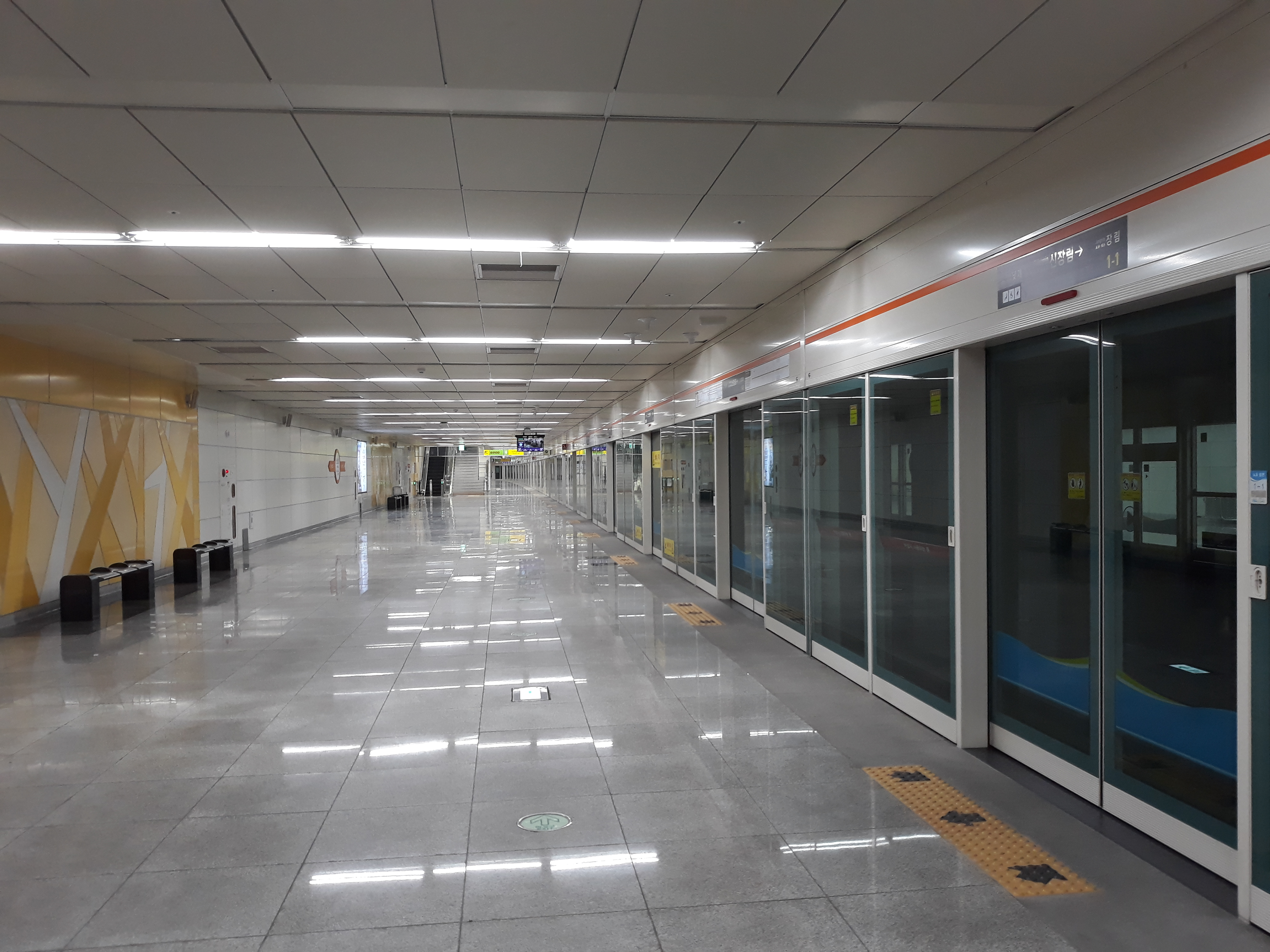
下りホーム（2018年4月）
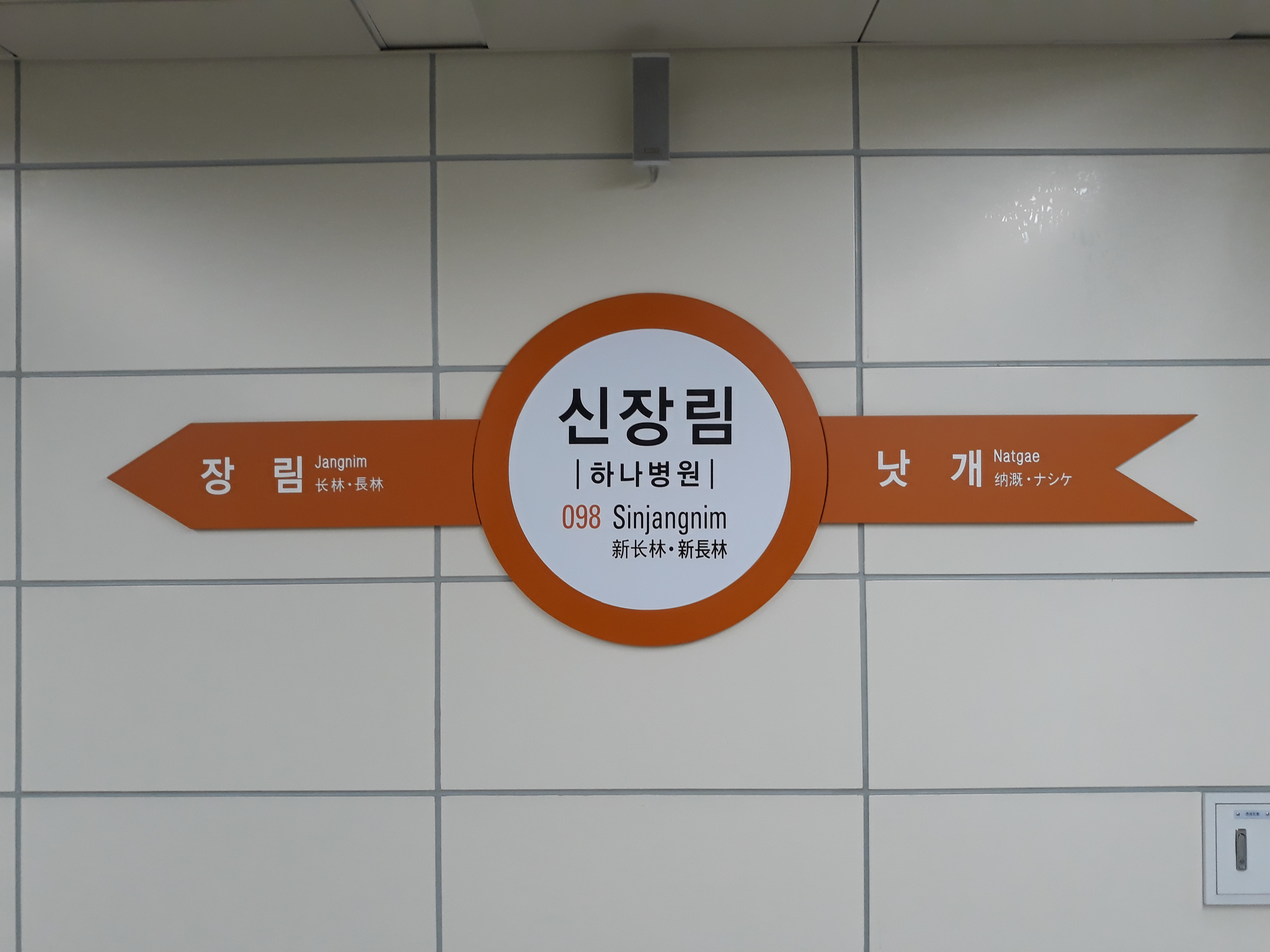
駅名標。ナッケ駅の片仮名表記が「ナシケ」となっている
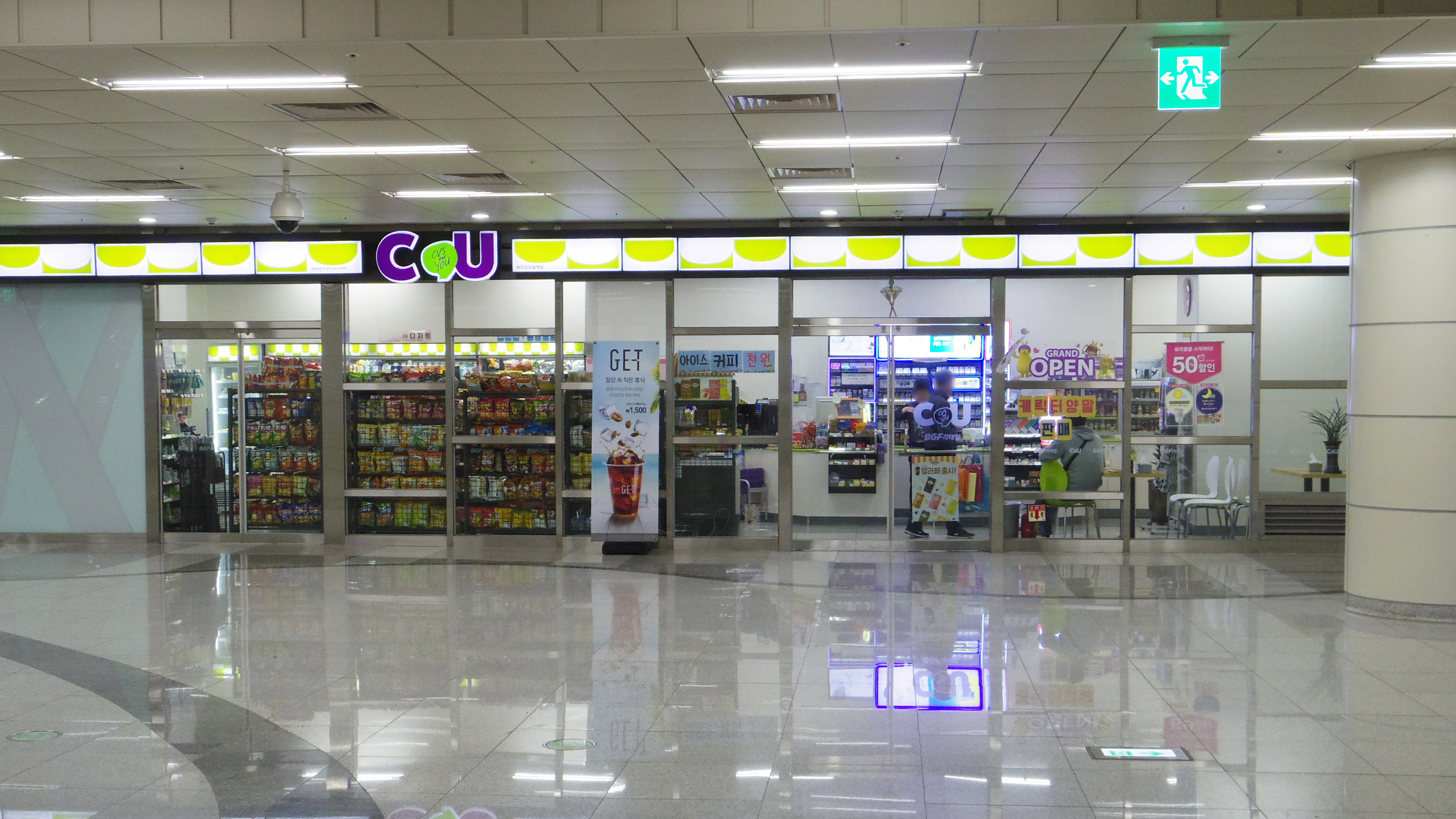
CU新長林駅店（2018年4月）

### のりば
| 上り | 1号線 | 多大浦海水浴場方面 |
| 下り | 1号線 | 老圃方面           |

## 歴史
- 2017年4月20日 - 1号線多大浦海水浴場 - 新平間延伸に伴い開業[1]。

## 駅周辺
- 孝林初等学校
- 嶺南中学校
- 釜山長林現代郵便局
- 韓国スタンダードチャータード銀行長林洞支店
- ハナ病院

## 隣の駅
釜山交通公社
 1号線
ナッケ駅 (097) - 新長林駅 (098) - 長林駅 (099)